# Козио Валтелино
Козио Валтелино (итал. Cosio Valtellino) је насеље у Италији у округу Сондрио, региону Ломбардија.
Према процени из 2011. у насељу је живело 5135 становника. Насеље се налази на надморској висини од 227 м.

## Становништво
| 1936. | 1951. | 1961. | 1971. | 1981. | 1991. | 2001. | 2011. |
| ----- | ----- | ----- | ----- | ----- | ----- | ----- | ----- |
| 2.904 | 3.194 | 3.505 | 4.413 | 4.757 | 4.990 | 5.135 | 5.400 |